# رومان شيروكوف

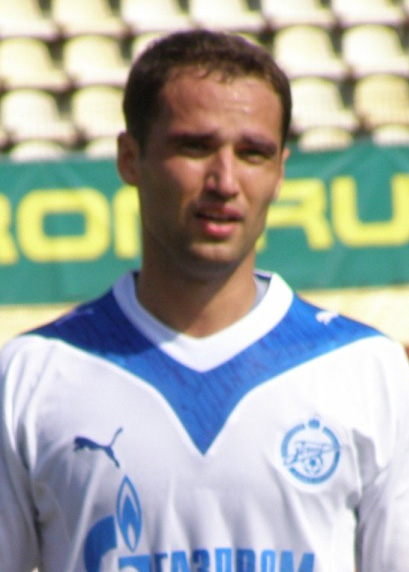
رومان شيروكوف

رومان شيروكوف (بالروسية: Роман Николаевич Широков)‏ ، من مواليد 6 يوليو 1981 في ديدوفيسك في روسيا ، لاعب كرة قدم روسي.
يلعب مع نادي زينيت سان بطرسبيرغ.
يلعب مع منتخب روسيا لكرة القدم.

## روابط خارجية
- رومان شيروكوف على موقع الاتحاد الأوربي (الإنجليزية)
- رومان شيروكوف على موقع قاعدة بيانات كرة القدم.إي يو (الإنجليزية)
- رومان شيروكوف على موقع ليكيب (الفرنسية)
- رومان شيروكوف على موقع ناشيونال فوتبول تيمز (الإنجليزية)
- رومان شيروكوف على موقع Soccerbase.com (لاعب) (الإنجليزية)
- رومان شيروكوف على موقع Soccerway.com (الإنجليزية)
- رومان شيروكوف على موقع عالم كرة القدم.نت (الإنجليزية)
- رومان شيروكوف على موقع كووورة
- رومان شيروكوف على موقع AS.com (الإسبانية)